# 長峰城
長峰城（ながみねじょう）は、越後国頸城郡長峰（現・新潟県上越市吉川区長峰付近）に中世から近世初頭にかけてあった日本の城（平山城）。城主は中世に那須氏、のち近世に牧野氏。

## 概要
旧吉川町字（あざ）長峰小字（こあざ）古城に1辺100ｍ程のほぼ正方形の土塁に囲まれた部分が現存。従来はこれが長峰城跡と考えられていたが、昭和60年（1985年）に発見された「元禄九年長峰村古図」をもとに平成2年（1990年）の『吉川町史』編纂事業に伴い再検討された結果、「古城」部分を含むより大きな近世城郭として完成されていたと結論された。これにより、従来から長峰城未完成のまま上野大胡藩（前橋市大胡地区）より直接に越後長岡に引っ越したと伝承される牧野氏の転封も再検討の余地があるとする。

## 立地・構造
「長峰池（ハカマ池）」・「サイカ池」および低湿地帯に周囲を囲まれた長峰と呼ばれる細長い小丘陵地を利用して築城された中世城郭跡を更に譜代大名の牧野氏が近世城郭として城下町をともなう平山城に改造・拡充している。
城の北部の「長峰池」や南部にあった「サイカ池」は外堀代わりの水堀の役割を果たしていたと考えられ、長峰の丘陵部の地形を利用して二重の周濠（空堀）・土塁・4個の楼台（うち3個は隅櫓）・大きな望楼台（通称「ひのみやぐら」）を備えた本丸とその西部にある「論手」・「北論手」と呼ぶ区画、また東側に空堀で本丸と仕切られた「おんまや」・東部の高みの「大屋敷」・「樋詰」と呼ぶ区画を配置した複郭構造が認められる。「大屋敷」・「樋詰」の東側に面した水田はかつて深田であって、これも城の東端を守る外堀の役目をした。
本丸に相当する「古城」地区の西方には武家屋敷があったと推定される小字名「北論手」・「論手」があり、それらの西端には「かなほり」と呼ばれる沢があり、「長峰池」の水の落ちる外堀の役目をしており、旧名「大手崎」（大手先の意か）と呼ばれこの付近が城の大手口であったと推定され、本丸の土塁も西側に2個の楼台（西南隅櫓と対の櫓）に挟むように守られた虎口（本丸正門）が開き、城は越後高田城方向を向いていたらしい。
搦め手は本丸の北西隅に腰曲輪を伴った隅櫓の東側に裏門を開き、裏門から城の北側の「長峰池」に突き出た岬「さんばヶ鼻」の根本に道が連なり船着き場があったと推定されている。また、東部の「大屋敷」とその南側の長峰集落の間を仕切るように空堀が存在した。

## 歴史
中世に那須氏の居城として築城され、その後衰微。
元和2年（1616年）、2代将軍徳川秀忠配下の牧野忠成 (越後長岡藩初代)が上野国の大胡城城主から越後国長峰藩主5万石として移封・転入すると、那須氏居城の遺構に上記構造で再築城。しかし、まもなく牧野氏は幕府に同国長岡6万4000石に転封を命じられ、元和4年（1618年）3月には長峰を後にした。その後は高田藩領に編入されて長峰に入城する領主は無く、長峰城は荒廃した。近世に成立した長峰村により空堀が一部埋められ、近代には更に城の土塁を大規模に崩すなどして「サイカ池」や湿地帯は埋め立てられ田圃となった。また現代は道路が設けられ、特に城の大手口から東西に車道が貫通し城の土塁や空堀が分断され遺構が改変された。小字古城地区の本丸相当部分は縄張り遺構が比較的に良く残っている（上部構造物は無い）。